# Angostina (Cantabria)
Angostina es una localidad española del municipio de Guriezo, perteneciente a la comunidad autónoma de Cantabria.

## Toponimia
El lugar puede encontrarse referido como Angostina y Angustina.

## Geografía
La localidad, que está atravesada por el arroyo Remendón, se encuentra a 40 m s. n. m. y a 2 kilómetros de la capital municipal, El Puente.
A esta población se accede desde la intersección de la carretera CA-511 situada en el núcleo de El Puente, a través de la carretera local CA-512 y carece de líneas de transporte público regular, siendo la parada más cercana la situada en El Puente.

## Historia
Hacia mediados del siglo XIX, el lugar, ya por entonces perteneciente al municipio de Guriezo, tenía contabilizada una población d 112 habitantes. Aparece descrito en el décimo volumen del Diccionario geográfico-estadístico-histórico de España y sus posesiones de Ultramar de Pascual Madoz con las siguientes palabras:

ANGUSTINA: ald. en la prov. y dióc. de Santander, part. jud. de Castrourdiales, perteneciente al ayunt. y valle de Guriezo: sit. cerca de la igl. ayuda de parr., titulada de San Sebastian, atravesando por medio de sus casas el riach. Romendon, que tiene su orígen en la peña que llaman del Cuadro, y da movimiento á tres molinos harineros que solo trabajan dos ó tres meses al año. Pobl. 22 vec.. 112 alm.: contr. con el ayuntamiento.
(Madoz, 1845, p. 316)

En 2023, la entidad singular de población de Angostina tenía empadronados 100 habitantes, todos ellos en el núcleo de población de ese nombre.